# عدنان بالعيس
عدنان عبد الله بالعيس ممثل سعودي من مواليد مدينة الأحساء في السعودية سنة 1995 ولقد بدأ مسيرته المهنيه عام 2000 في مسرح عن طريق والده الممثل عبد الله بالعيس وفي التلفاز عام 2005 في مسلسل مجاديف الأمل بدور سعود. وأكمل دراسة البكالوريوس في الإخراج والتمثيل المسرحي في دولة الكويت .عدنان عبد الله بالعيس ممثل سعودي من مواليد مدينة الأحساء في السعودية سنة 1995 ولقد بدأ مسيرته المهنية عام 2000 في مسرح عن طريق والده الممثل عبد الله بالعيس وفي التلفاز عام 2005 في مسلسل مجاديف الأمل بدور سعود. وأكمل دراسة البكالوريوس في الإخراج والتمثيل المسرحي في دولة الكويت .

## أعماله

### في المسرح
- الدبة. (2017)
- تحت التراب. (2016)
- عطسه. (2016)
- عنبر12 (2013)
- الكشافة (2012)
- بوشلاخ (2011)
- قهوة الفريج (2010)
- شرباكة (2009)
- هدو سليسل (2008)
- الوادي (2007)
- بيت بوجاسم 1-2-3 (2006) (2005)(2004)
- العملاق الأخضر (2003)(2002)
- الغابة الصغيرة (2000) (2001)
- أقفاص (2019) بدور شريدلو[2]
- البنات والساحر 2 (2018) بدور علاء الدين.[3]
- الحوت الأزرق (2018)[4]
- القدر (2018)[5]
- ذاكرة في الظل (2018)[6]
- مملكة إبليس (2018)[6]
- نادي الخجل (2018)[6]
- ومن الحب ما قتل (2018)[7]
- مدينة الفئران (2016)[8]
- أوديب بين المطرقة والسندان (2015) بدور رئيس الجوقة.[9]

### في التلفاز
- مجاديف الأمل. (2005) بدور سعود.
- ياتصيب ياتخيب. (2012) بدور حمد.
- الفصلة - حلقة طارق العلي بينا .(2015).
- الليوان - ضيف شرف - (2015).
- عاشق الحمام -(2008) بدور سامي
- ماذا لو (2019)[10]
- سند وأبطال الغابة (2007)[11]

## روابط خارجية
- عدنان بالعيس على موقع قاعدة بيانات الأفلام العربية

- صفحة الممثل عدنان بالعيس على موقع السينما كوم